# ライラック (たばこ)
ライラック（ライルラク、朝鮮語: 라일락）は、KT&Gが販売しているたばこの銘柄の一つ。
1989年発売。以前はタール7mg/ニコチン0.7mgであった。2024年現在は白を基調としたデザインに、筆記体でライラックと書かれたハングルと、その下にライラックの花々と辺りを飛ぶ蝶が紫一色で描かれている。

## 製品
| 規格       | 数量           | 発売日 | 販売 | 備考                    |
| ライラック | スリム（98mm） | 1989年 | 韓国 | タール6mg/ニコチン0.6mg |